# KkStB 64 sorozat
A kkStB 64 egy szertartályos gőzmozdony volt a Császári és Királyi Osztrák Államvasutaknál (k.k. Staatsbahnen, kkStB), amely mozdony eredetileg a Bukovinai HÉV-től (Bukowinaer Lokalbahnen) származott.

## Története
A háromcsatlós, belsőkeretes, külsővezérlésű, kompaund szerkocsis mozdonyt a Krauss gyártotta Linzben 1897-ben.
A kkStB a 64.01 pályaszámot adta neki.
1912-ben eladták. A második világháború alatt a Német Birodalmi Vasút (DRB) állományába került, majd a háborút követően a Csehszlovák Államvasutakhoz (ČSD), ahol 313.701 pályaszámot kapott. 1951-ben eladták a Škoda Műveknek.

## Fordítás
- Ez a szócikk részben vagy egészben  a   kkStB 64 című német Wikipédia-szócikk fordításán alapul.  Az eredeti cikk szerkesztőit annak laptörténete sorolja fel. Ez a jelzés csupán a megfogalmazás eredetét és a szerzői jogokat jelzi, nem szolgál a cikkben szereplő információk forrásmegjelöléseként.